# District de Chocope
Le District de Chocope est un district de la province d'Ascope, situé dans la région de La Libertad, au Pérou. Il compte une population d'environ 30 200 habitants.